# سیارک ۱۳۱۷۴
سیارک ۱۳۱۷۴ (به انگلیسی: 13174 Timossi، نامگذاری:1996CT8) سیزده هزار و صد و هفتاد و چهارمین سیارک کشف شده‌است که در ۱۴ فوریه ۱۹۹۶ کشف شد.
قدر مطلق سیارک برابر ۱۸.۶ است.